# Jasmine
Jasmine − це вільний фреймворк для тестування коду написаного мовою JavaScript. Його може бути запущено на будь-якій платформі, де виконується JavaScript. Він не втручається в роботу ні програм, ні IDE, а також має дуже простий для читання інтерфейс. На розробку Jasmine вплинули інші фреймворки для тестування, такі як: ScrewUnit, JSSpec, JSpec та RSpec.

## Використання
Jasmine задумувався як легкий для читання. Тестування простої функції hello world виглядає досить просто, дивіться приклад з кодом нижче. В ньому функція describe(), що описує роботу тестів, а it() є специфікацією тестування. Назва «it()» слідує правилам природної розробки і містить перше слово з імені тесту, утворюючи в результаті повне речення.
Приклад коду нижче тестує наступну функцію:
```
helloWorld()
```

…і перевіряє, чи цей код видасть текст «Hello world!».
```
describe
(
'Hello world'
,
 
function
()
 
{

  
it
(
'says hello'
,
 
function
()
 
{

    
expect
(
helloWorld
()).
toEqual
(
'Hello world!'
);

  
});

});

```

Jasmine має також багато інших можливостей, таких як пошук за фільтром («custom matchers»), «шпигуни» (spies) та асинхронні специфікації («asynchronous specifications»).

## Історія
Розробники Pivotal Labs перед Jasmine спершу розробили інший фрейморк для тестування, який було названо JsUnit, пізніше переключились на розробку Jasmine.